# Celsus Peak
Der Celsus Peak ist ein rund 1350 m hoher Berg im Süden der Brabant-Insel im westantarktischen Palmer-Archipel. In den Solvay Mountains ragt er 3 km westlich des Kap d’Ursel auf.
Teilnehmer der Belgica-Expedition (1897–1899) des belgischen Polarforschers Adrien de Gerlache de Gomery nahmen die erste Kartierung vor. Eine weitere Kartierung erfolgte 1959 anhand von Luftaufnahmen der Hunting Aerosurveys Ltd. aus den Jahren von 1956 bis 1957. Das UK Antarctic Place-Names Committee benannte den Berg nach dem römischen Enzyklopädisten und Medizinschriftsteller Aulus Cornelius Celsus (≈ 25 v. Chr. – 50 n. Chr.).